# Asahi Glass
Das japanische Unternehmen Asahi Glass Co., Ltd. (jap. 旭硝子株式会社, Asahi garasu Kabushiki kaisha) oder AGC kurz genannt, gelistet im Nikkei 225, ist ein Glashersteller. Es ist eines der Unternehmen des ehemaligen Mitsubishi-Konzerns.
Die Hauptbranchen des Unternehmens sind:
- Glas
- Biotechnologie
- Fluorpolymere wie ETFE-Laminate (bekannt für ihren Gebrauch bei der Münchner Allianz Arena)
- Display-Glas
- Elektronikmaterialien
- Optische und Telekommunikationsprodukte

## Tochterunternehmen
- AGC Glass Europe
- Asahi Fiber Glass Co. Ltd.
- Asahi Techno Glass Corp.
- Ise Chemical Industries Co., Ltd
- Interpane Glas Industrie AG

## Geschichte
Das Unternehmen wurde 1907 von Toshiya Iwasaki, dem zweiten Sohn des zweiten Präsidenten des Mitsubishi-Zaibatsu, gegründet. Das Unternehmen war der erste japanische Hersteller von Flachglas.
AGC Glass Europe geht auf das belgische Unternehmen Glaverbel zurück, das 1981 von Asahi Glass übernommen wurde. Glaverbel entstand 1961 aus der Fusion der Glaver und der Univerbel. 1990 übernahm Glaverbel den ehemaligen tschechoslowakischen Staatsbetrieb Sklo Union. 1998 wurde das europäische Glasgeschäft von Pittsburgh Plate Glass übernommen.
1988 gründete Asahi Glass gemeinsam mit Corning das Joint Venture Corning Asahi zur Herstellung von Bildröhren für den nordamerikanischen Markt.

### Verurteilung wegen Preisabsprachen 2007

Historisches Logo

Im November 2007 verhängte die Europäische Union durch EU-Wettbewerbskommissarin Neelie Kroes gegen das Unternehmen eine Geldstrafe von 65 Millionen Euro. Asahi war an einem internationalen Kartell mit den Unternehmen Guardian Industries aus den Vereinigten Staaten, Pilkington aus Großbritannien und Saint Gobain aus Frankreich beteiligt, die illegale Preisabsprachen getroffen hatten. Weil das Unternehmen Asahi mit der Kommission kooperierte, wurde deren Buße auf 65 Millionen Euro reduziert.

### Verurteilung wegen Preisabsprachen 2011
Im Oktober 2011 wurde das Unternehmen wegen illegaler Preisabsprachen im Zeitraum von 1999 bis 2004 von der EU zusammen mit Nippon Electric, der Schott AG und Samsung Corning Precision Materials zu einer Gesamtstrafe in Höhe von 128,7 Millionen Euro verurteilt. Das Kartell hatte die Preise von Bildröhrenglas für Fernseher und Computerbildschirme abgesprochen. Samsung Corning Precision Materials blieb aufgrund der Kronzeugenregelung von einer Strafe verschont.

## Dragontrail Glass
Mit dem Produkt Dragontrail bietet Asahi seit 2011 ein mit Gorilla Glass von Corning konkurrierendes Material an.